# John O'Neil Farrell
John O'Neil Farrell (Hammond, 28 agosto 1906 – Evergreen Park, 20 giugno 1994) è stato un pattinatore di velocità su ghiaccio statunitense.

## Palmarès

### Olimpiadi invernali
- Bronzo a Sankt Moritz 1928 nei 500 metri.